# Lower Falls
Die Lower Falls sind Wasserfälle des Yellowstone River im US-Bundesstaat Wyoming. Sie befinden sich östlich der Ortschaft Canyon Village, am südlichen Ende des Grand Canyon of the Yellowstone im Yellowstone-Nationalpark. Mit einer Fallhöhe von 94 m sind sie die höchsten Fälle des Parkes und knapp doppelt so hoch wie die Niagarafälle.
Die Lower Falls können von vier Aussichtspunkten aus betrachtet werden: vom Inspiration Point, Grandview Point und Lookout Point östlich der Schlucht und vom Artist Point auf der westlichen Seite.
Der Name tauchte erstmals in einer Karte von 1869 auf. 1889 kursierte ein Plan, wonach ein Lift Besucher direkt zum Fuß der Lower Falls bringen sollte; der Plan wurde nie umgesetzt.

In ihrer Nähe befinden sich zwei weitere Fälle, die Upper Falls im Süden und die Crystal Falls im Westen.

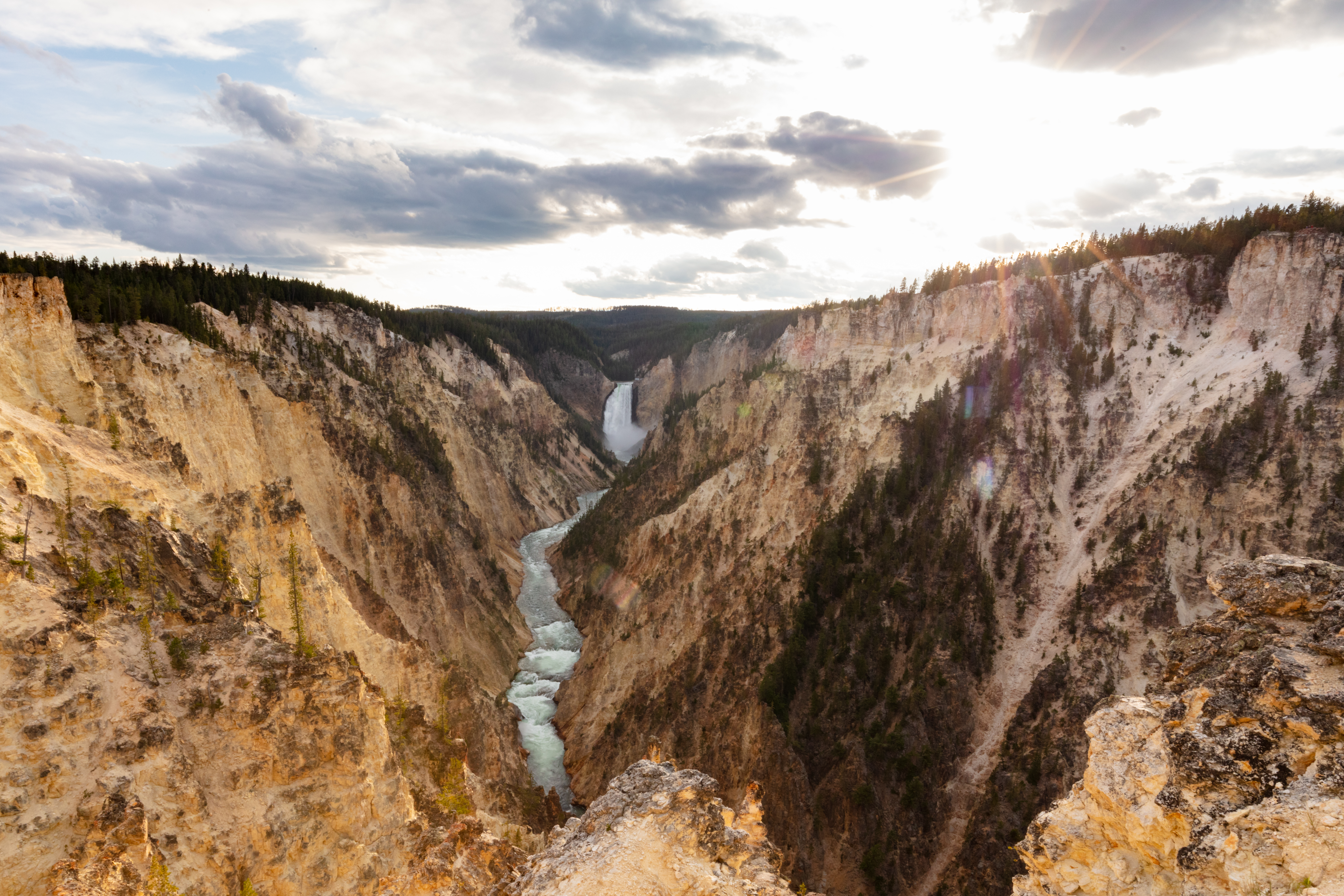
Die Lower Falls im Grand Canyon of the Yellowstone vom Artist Point
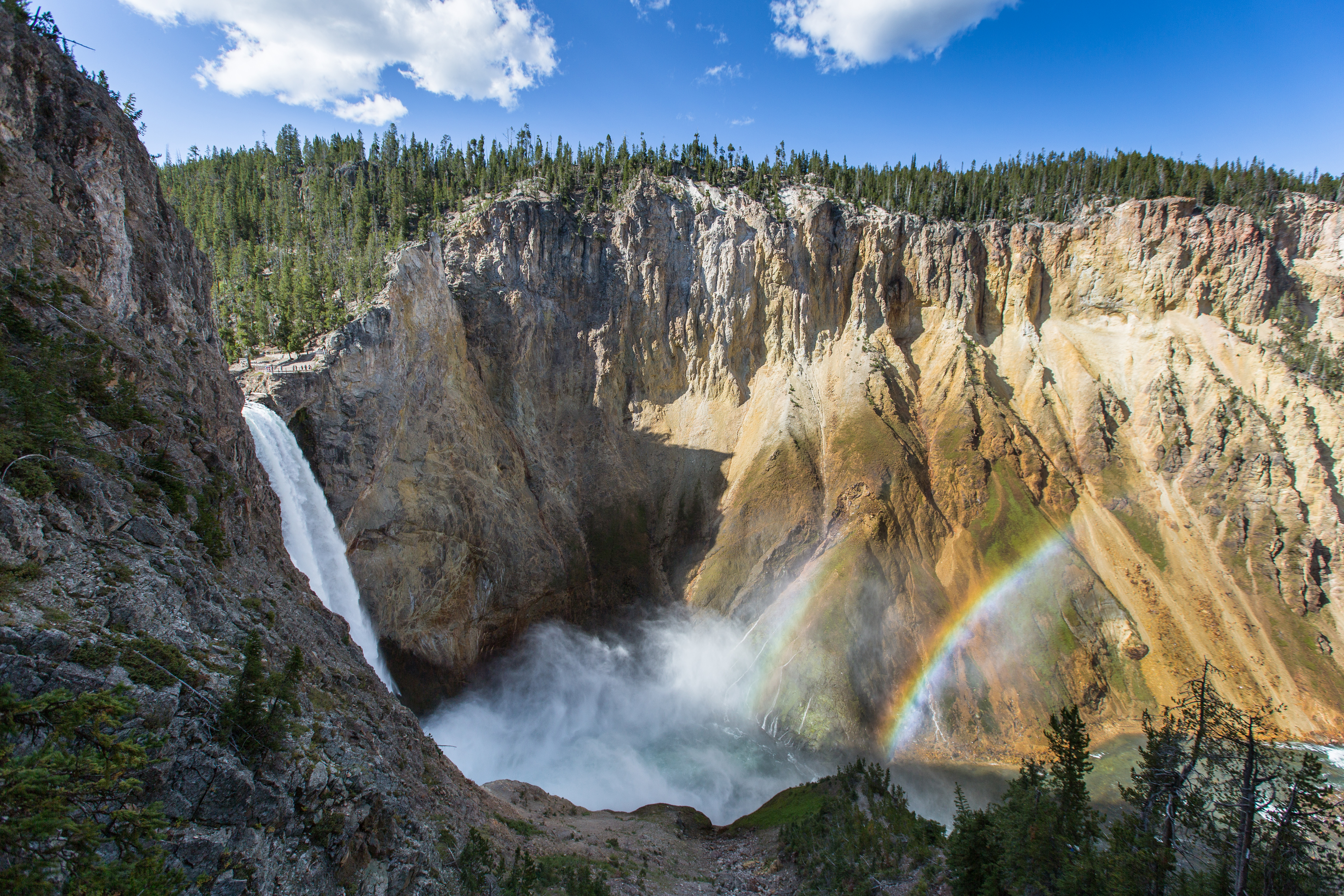
Die Wasserfälle, fotografiert vom Uncle Tom´s Trail
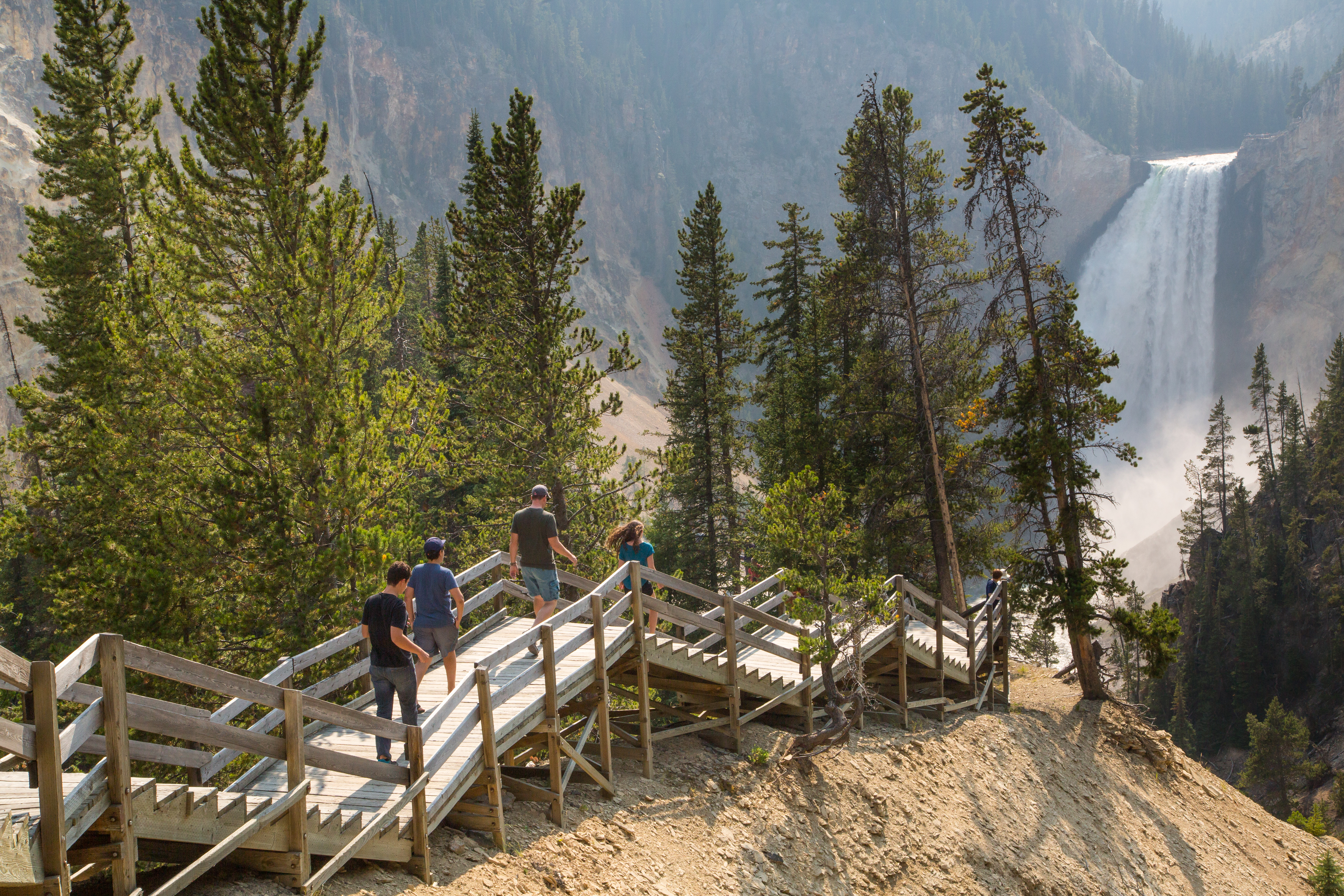
Red Rock Point
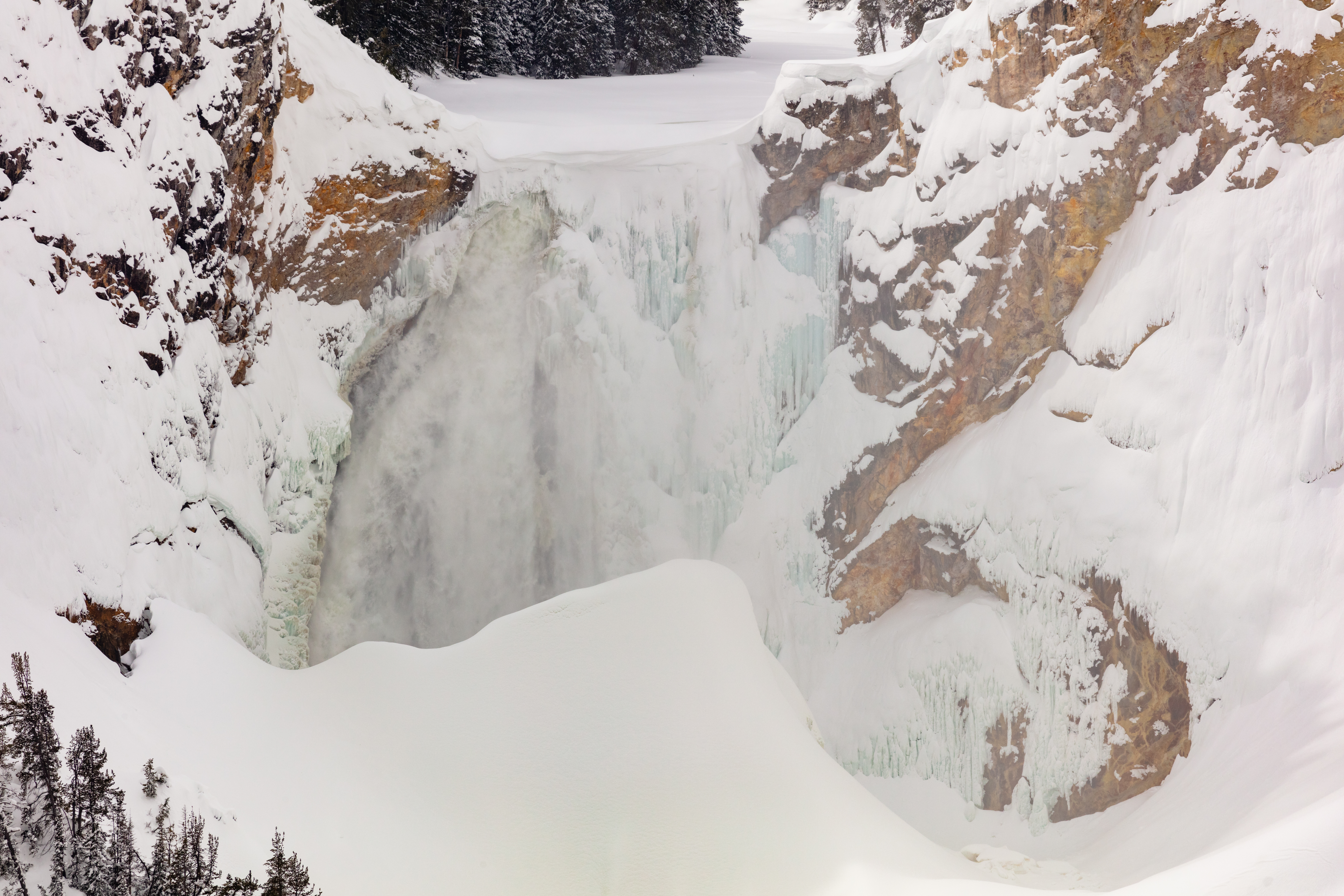
Die Wasserfälle im Winter
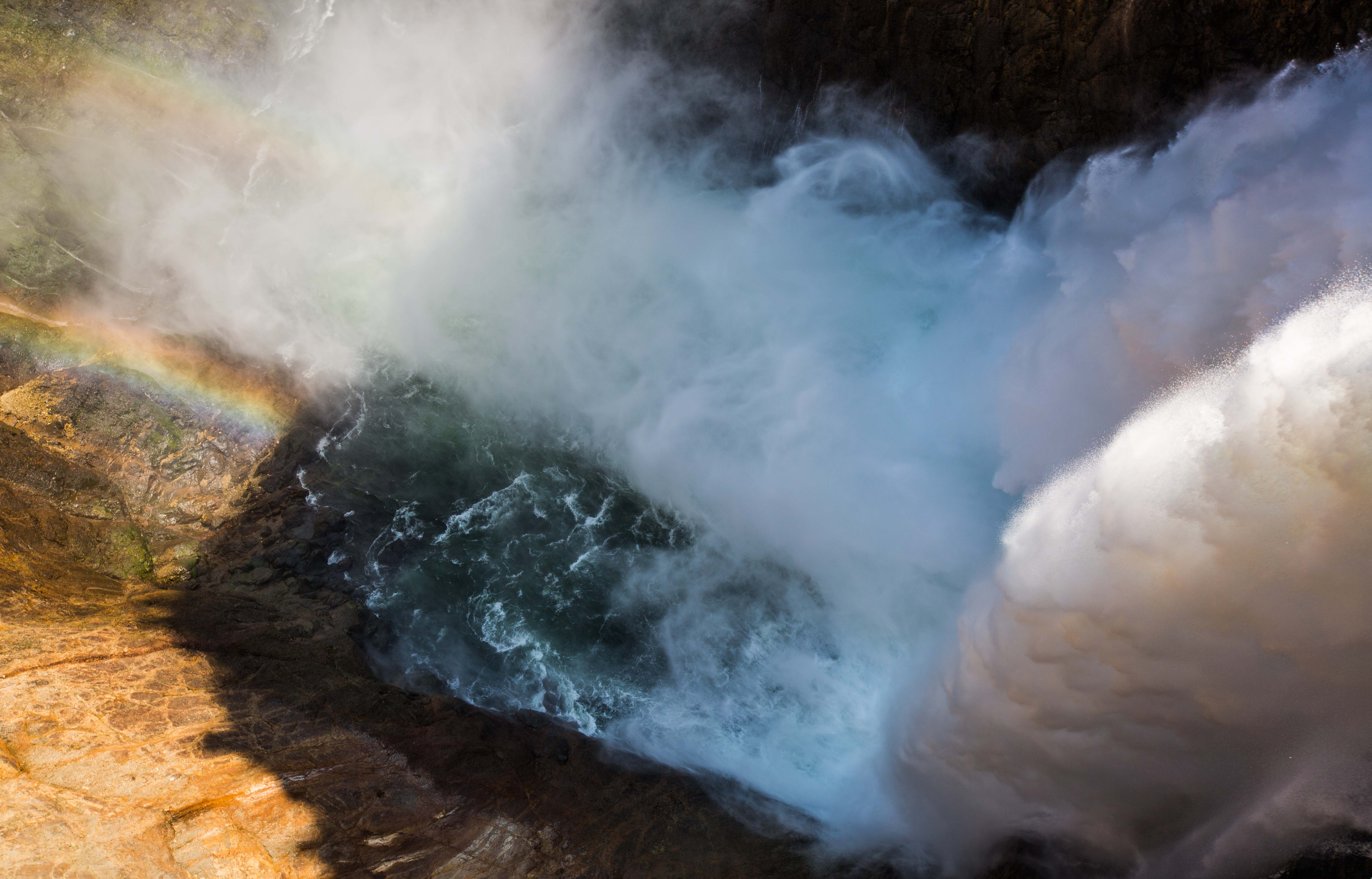
Die Lower Falls vom Brink of the Lower Falls, dem Aussichtspunkt an der Abbruchkante der Fälle
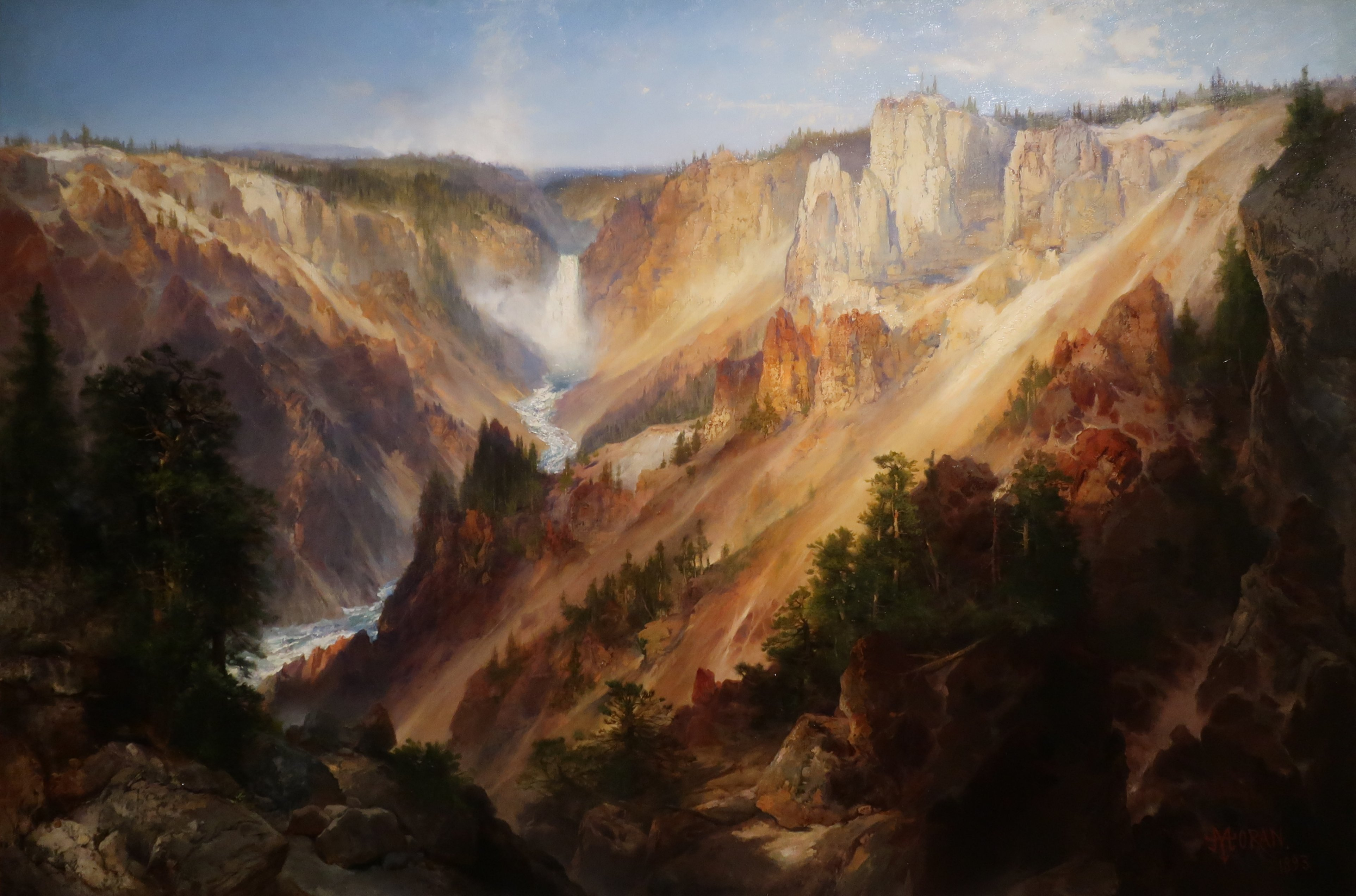
Gemälde der Wasserfälle und der Schlucht von Thomas Moran